# Pamela David
Pamela Carolina David Gutiérrez (sinh ngày 6 tháng 10 năm 1978 tại Córdoba, Argentina) phát âm tiếng Tây Ban Nha: [paˈmela ðaˈβið]) là một nhân vật truyền hình, người dẫn chương trình, diễn viên lồng tiếng và người mẫu người Argentina. Cô nổi tiếng trong chương trình truyền hình thực tế El BarTV 2. P hiện đang làm việc như một đồng nghiệp trên Desayuno Americano của América TV.

## Cuộc sống cá nhân
Pamela David là con gái của chủ sở hữu / nhà sản xuất DyD, David David. Gia đình cô sau đó chuyển đến Santiago del Estero , tại đây Pamela David tham gia nhiều cuộc thi sắc đẹp và giành chiến thắng trong cuộc thi sắc đẹp khu vực của cuộc thi 'Nữ hoàng du lịch', sau đó cô đã giành danh hiệu quốc gia khi được trao vương miện 'Nữ hoàng du lịch quốc gia Argentina'.

## Kết hôn
Vào ngày 3 tháng 3 năm 2008, ở độ tuổi 29, Pamela David kết hôn với Bruno Lábaque, một cầu thủ bóng rổ nổi tiếng của Club Atenas de Córdoba. Nghi lễ cưới Kitô giáo được tổ chức tại giáo xứ Villa Allende, trong khi tiệc chiêu đãi được tổ chức ở Unquillo, cả hai thị trấn này đều thuộc tỉnh Córdoba, Argentina. Cặp vợ chồng David và Lábaque đã có một đứa con trai, được tên là Felipe.

## Sự nghiệp
David từng làm việc trong chương trình "La Peluquería de los Mateos", với các nghệ sĩ hài Pablo Granados và Pachu Peña. Từ thời điểm đó, David đã làm việc trong nhà hát của các tác phẩm của Gerardo Sofovich trong vai coronados de risa y Diferente. Cô đã lên hình cho tạp chí Playboy của Argentina. Trong năm 2004, cô đã thực hiện chương trình khiêu dâm "Pamela Sex", được phát trên kênh cáp Playboy TV. Cô cũng đã thực hiệnlồng tiếng trong Doble vida và Striperella, một bộ phim hoạt hình của MTV, cho thị trường châu Mỹ Latinh.